# Julio Rodríguez (ur. 1990)
Julio César Rodríguez Giménez (ur. 5 grudnia 1990 w Asunción) – paragwajski piłkarz występujący na pozycji środkowego napastnika, obecnie bez klubu. Wychowanek Defensa y Justicia. W swojej karierze grał w Defensa y Justicia, AD Berazategui, Dorados Sinaloa, Club Tijuana, Godoy Cruz Mendoza, Unión Santa Fe, Arsenal Sarandí, Club Almagro, Deportivo Capiatá, Zirə FK i Sabah FK.